# Hradište (přírodní rezervace)
Hradište je přírodní rezervace pod správou CHKO Štiavnické vrchy.
Nachází se v katastrálním území obce Kováčovce v okrese Veľký Krtíš v Banskobystrickém kraji. Území bylo vyhlášeno či novelizováno v roce 1999 na rozloze 5,1136 ha. Ochranné pásmo nebylo stanoveno.